# Спирит (марсоход)
MER-A (съкращение от Mars Exploration Rover-A), по-известен с името „Спирит“ (Spirit, „дух“ на английски) е първият от двата дистанционно управлявани роботизирани всъдехода на НАСА от програмата Марс Експлорейшън Роувър. Приземява се успешно на Марс в 04:35 Ground UTC на 4 януари 2004, три седмици преди неговия брат-близнак „Опъртюнити“ да се приземи на другата страна на планетата.
Спирит работи над шест години след приземяването си на Марс. Последната му комуникация със Земята е на 22 март 2010. Освен че работи много над планираната продължителност на мисията от три месеца, Спирит записва 7,73 km придвижване, над 12 пъти повече от поставената от НАСА цел, което позволява извършването на по-обширни геологически анализи на марсианските скали и формите на марсианската повърхност. На 25 май 2011 НАСА обявява края на мисията на Спирит.